# 平額魚
平額魚（学名：Xenodermichthys nodulosus），又名裸平頭魚、平頭魚，为黑頭魚科平額魚屬下的一个种，分布於西太平洋日本及菲律賓海域，本魚體褐色，頭部與身體覆蓋著薄皮膚，沒有鱗片，頭小，眼大而圓形，體長可達20公分，棲息在中層水域，生活習性不明。